# Автомоделізм
Автомоделізм — вид технічної творчості та спорту, пов'язаний з виготовленням керованих та некерованих зменшених моделей автомобілів.

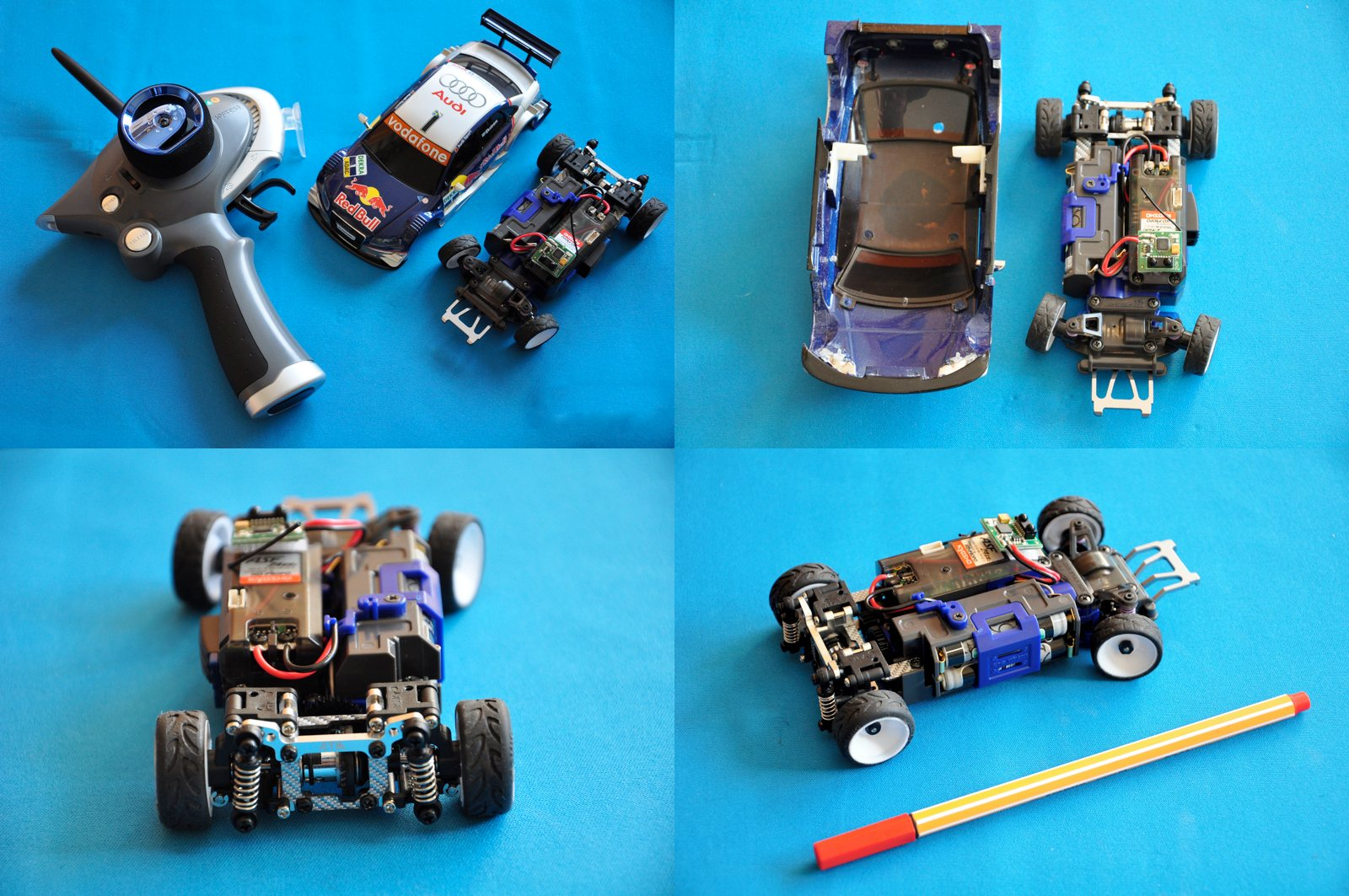
Радіокерована автомодель класу Mini-Z, масштаб 1:28

## Радіокеровані автомоделі

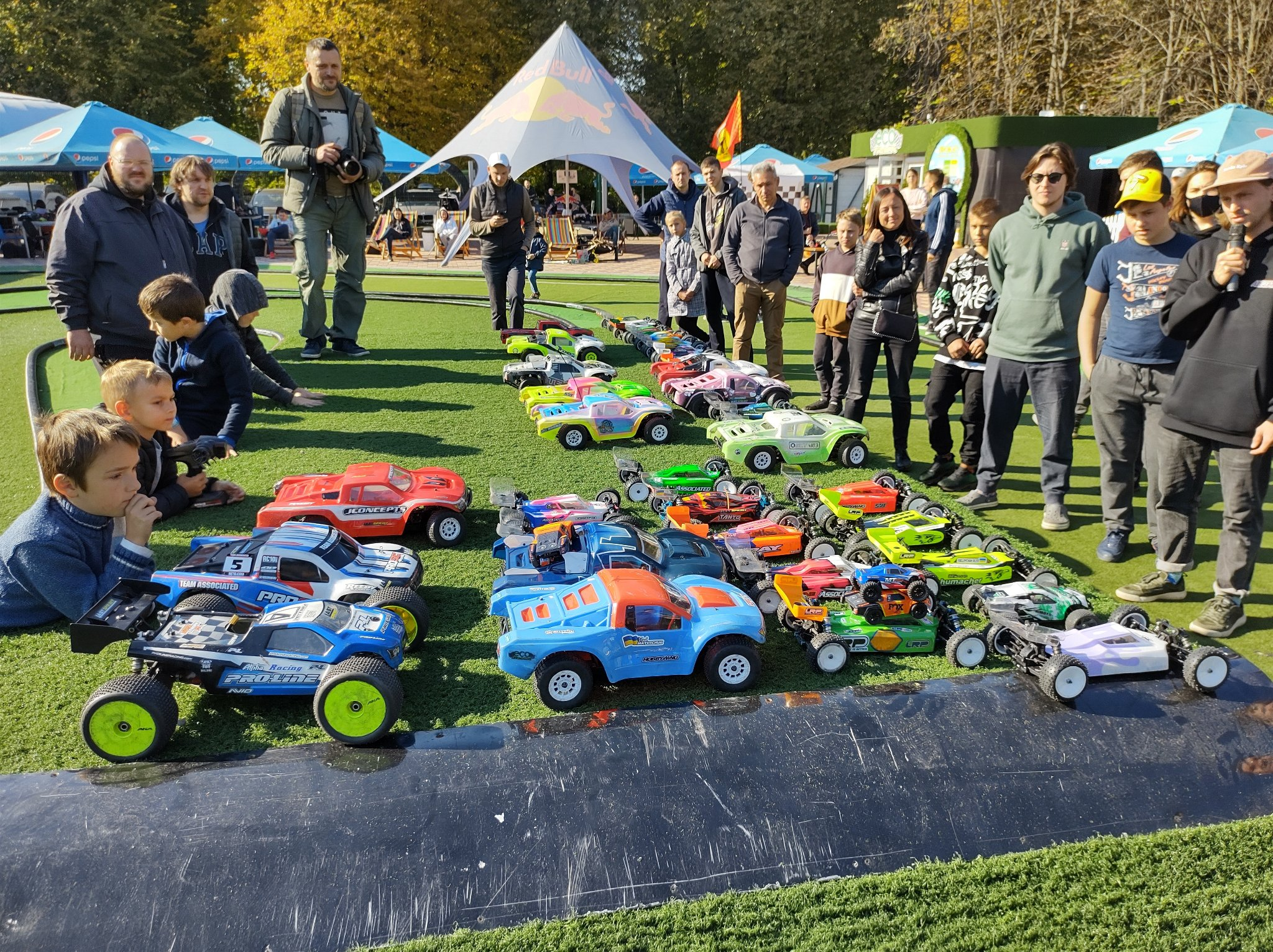
Радіокеровані автомоделі

Радіокеровані автомоделі (також називають RC моделі, від англ. Radio Controlled) керуються оператором за допомогою апаратури дистанційного керування.
RC моделі відрізняються за настипними ознаками:
- за масштабом: 1:5, 1:8, 1:10, 1:12, 1:14, 1:16, 1:18, 1:28, тощо
- за типом двигуна: двигун внутрішнього згорання (калильний або бензиновий); электричний двигун (коллекторний або безколекторний)
- за класом: шосейні (формула, турінг, дрифт, дрег), позашляховики (багі, шорткорс, краулер)

Також є радіокеровані моделі: мотоциклів, квадроциклів, танків, тощо.

## Кордові автомоделі
Основна стаття: Кордова автомодель

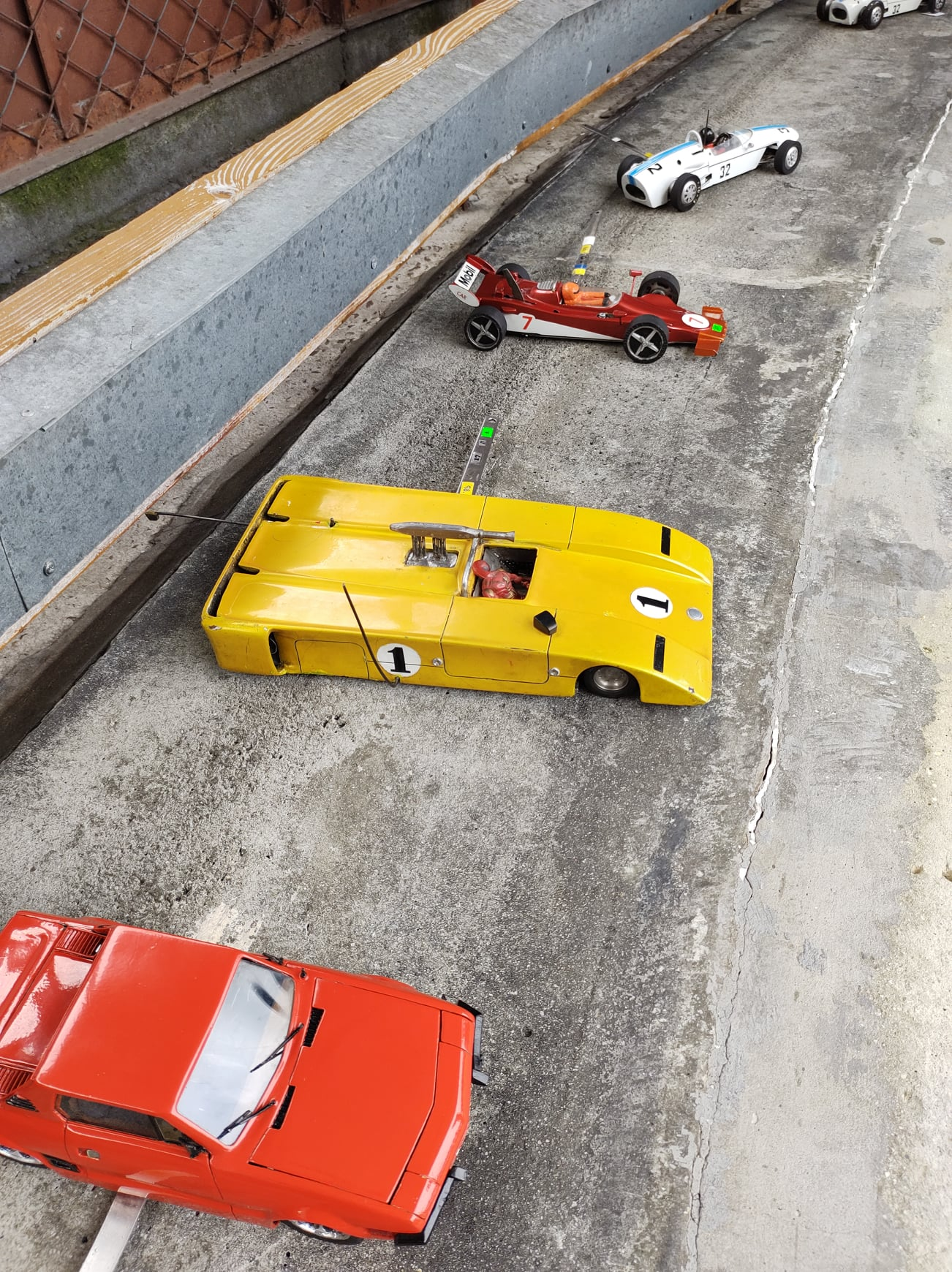
Кордові автомоделі

Кордова автомодель (англ. Tether car) — спеціальна швидкісна модель автомобіля з двигуном, яка рухається по колу на кільцевому треку, та утримується сталевою ниткою (кордом). Моделі запускають з метою досягнення максимальної швидкості. Кордові автомоделі є одним найстарішим видом автомоделізму.
Для участі в змаганнях моделі діляться на класи:
- E-1 Кордова гоночна модель автомобіля з ДВС 1,5 см³ рекорд=268.697км/г
- Е-2 Кордова гоночна модель автомобіля з ДВС 2,5 см³ рекорд=285,711км/г
- Е-3 Кордова гоночна модель автомобіля з ДВС 3,5 см³ рекорд FEMA=300,953 км/ч WMCR=300,953 км/г
- Е-4 Кордова гоночна модель автомобіля з ДВС 5,0 см³ рекорд=317,124 км/г
- Е-5 Кордова гоночна модель автомобіля з ДВС 10,0 см³ рекорд=347,490 км/г
- К-1 Кордова гоночна модель автомобіля з ДВС 1.5 см³
- К-2 Кордова гоночна модель автомобіля з ДВС 2.5 см³

## Трасові автомоделі

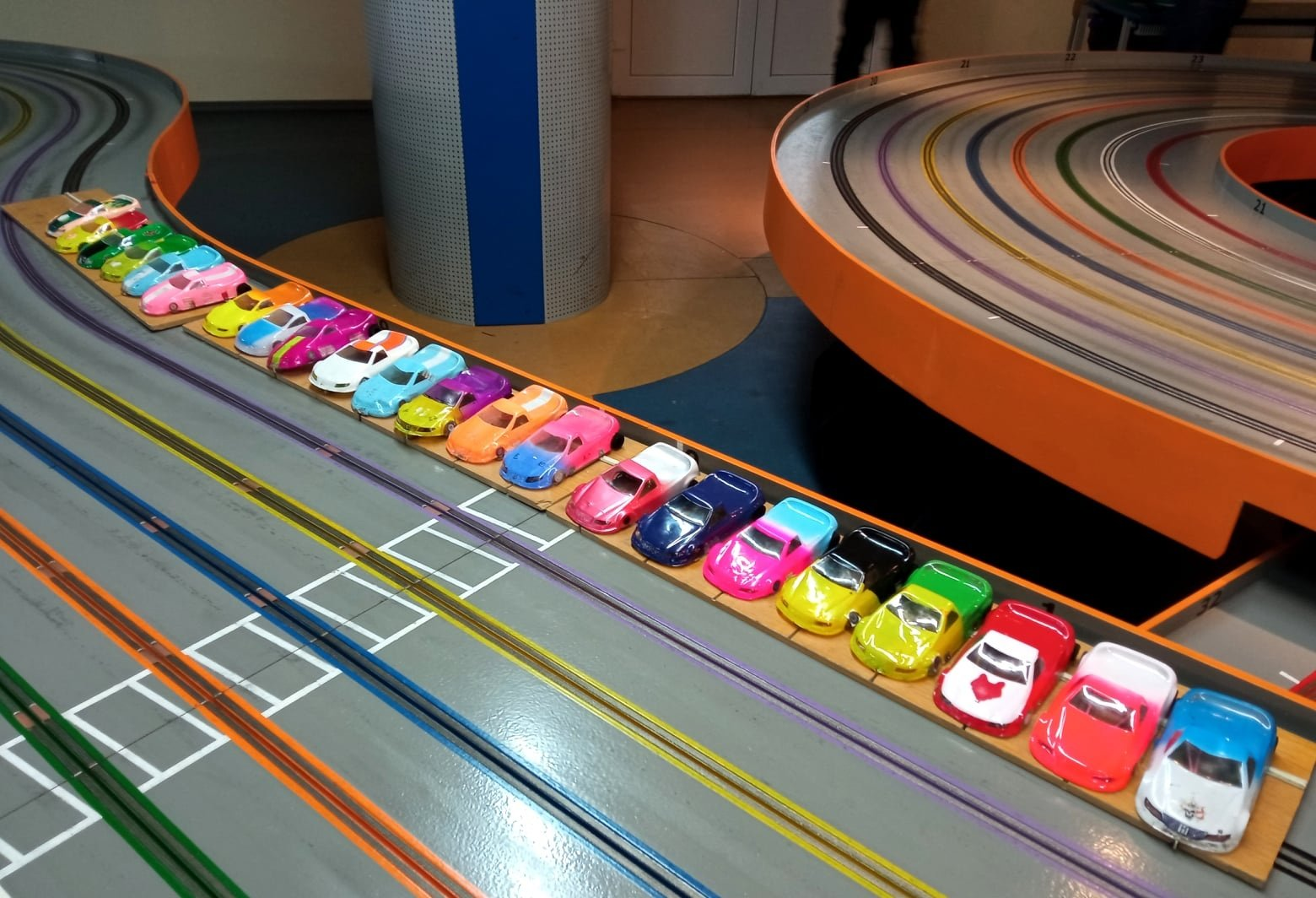
Трасові автомоделі

Трасова автомодель – модель автомобіля (slotcars) з електричним двигуном виконана  в масштабі 1:32, 1:24 призначена для змагань на спеціальних трасах довжиною доріжки до 50 метрів. Модель не має поворотних коліс  а рухається по своїй доріжці  завдяки канавці (слоту) на поверхні треку. Пілот керує швидкістю моделі і гальмами за допомогою спеціального пульта.
Міжднародна національна федерація по трасовим моделям ISRA. Чемпіонати Світу відбуваються за Правилам ISRA і проходят в класах:
- 1/24 Production;
- 1/32 Formula 1;
- 1/32 Eurosport;
- 1/24 Eurosport.

## Стендові автомоделі
Це статичні моделі,  завдання моделіста – найбільш точне відтворення всіх деталей і особливостей оригіналу. Моделі мають високий ступінь схожості з оригіналом, у них відкриваються двері, капоти, детально відтворений інтер'єр та  деталі ходової частини. Популярні масштаби стендових моделей це 1:16, 1:18, 1:24, 1:32.

## Автомоделізм, як спорт
Крім аматорського захоплення, автомоделізм це технічний вид спорту. Практично за всіма видами автомоделізму проводяться спортивні змагання клубного, національного рівнів, а також чемпіонати Європи та Світу. У класах колективних перегонів  визначається індивідуальний переможець, а також найкраща команда. У класі кордових автомоделей фіксується максимальна швидкість чемпіонату і рекорд. Існують міжнародні та національні федерації автомодельного спорту.
В Україні автомоделізм достатньо популярний. Щорічно в різних містах проводиться багато змагань, також Чемпіонат України різних класів моделей. Українські автомоделісти успішно виступають на міжнародних змаганнях. Серед відомих спортсменів України є: Андрій Якимів (МСУМК), чемпіон України, Європи та Світу, рекордсмен Світу; Андрій Смольников (ЗМСУ,) чемпіон України, Європи та Світу; Анатолій Єфімов (МСУМК), чемпіон України, тренер;  Ігор Сафіяник (МСУМК), призер чемпіонату Європи; Дмитро Чуб (МСУМК) багаторазовий чемпіон України та інші.